# Blumenkübel (Internet-Phänomen)

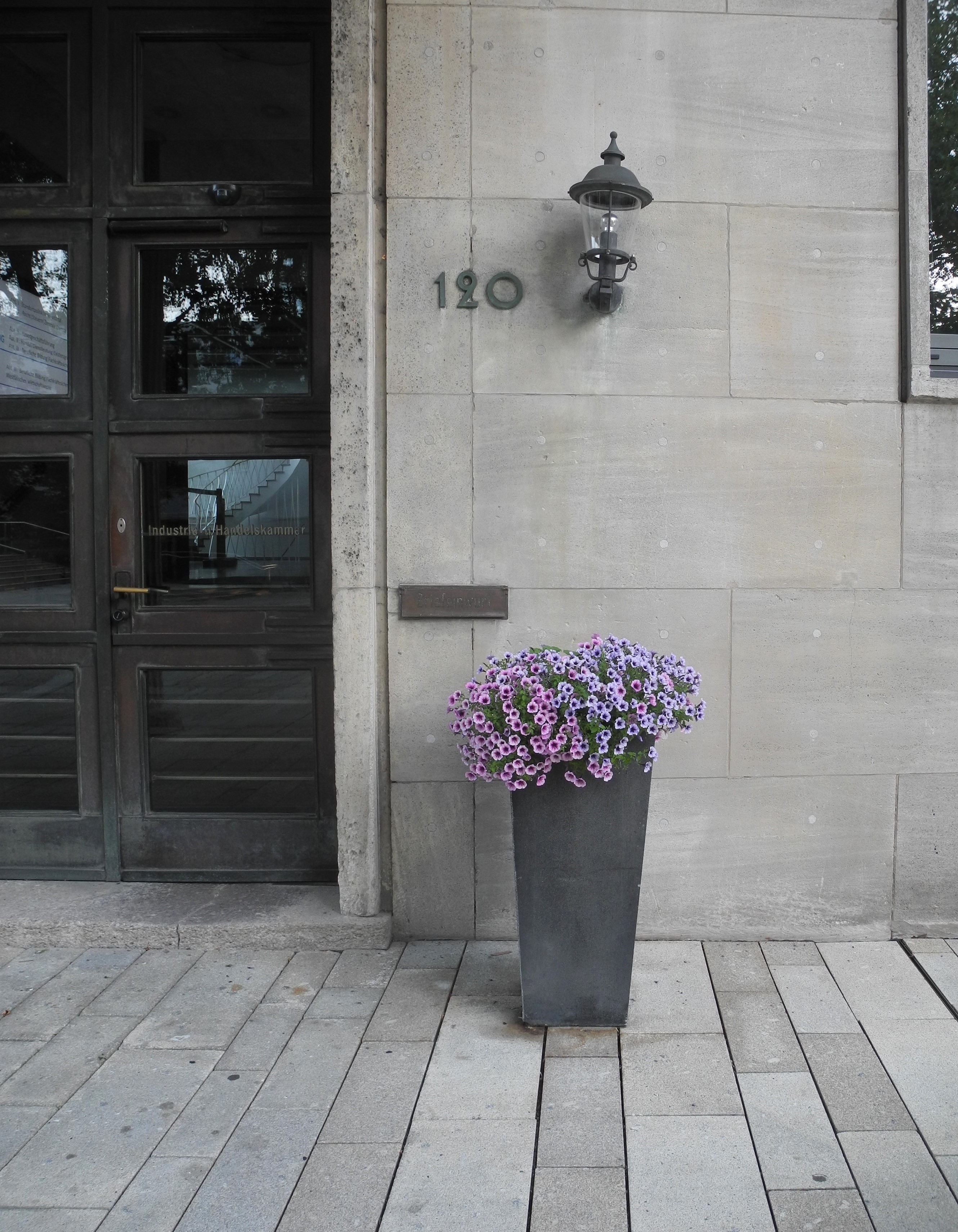
Ähnlicher Blumentopf

Die Zerstörung eines Blumenkübels im Neuenkirchener Altenheim Antoniusstift löste am 3. August 2010 ein Internetphänomen aus. Sie wird als Sommerlochthema angesehen.

## Verlauf
Am Morgen des 3. August 2010 berichtete die Münstersche Zeitung unter der Schlagzeile „Großer Blumenkübel zerstört“ über einen Akt von Vandalismus, bei dem ein Blumenkübel vor dem Stift zerstört wurde. Der Bericht war von einer Praktikantin der Münsterschen Zeitung geschrieben worden.
Ralf Heimann, Redakteur der Münsterschen Zeitung, stellte die Geschichte beim Internet-Dienst Twitter ein: „In Neuenkirchen ist ein Blumenkübel umgefallen.“ Sein Profil hatte über 2100 „Follower“, die die Geschichte binnen Stunden verbreiteten. Heimann selbst vermutete als Auslöser für den „Tipping-Point“ den Blogger Thomas Knüwer. Dieser griff die Nachricht als einer der ersten auf und postete ihn über sein Twitter-Konto, das über fast 10.000 Follower verfügte, von denen viele wiederum mehrere tausend Follower hatten und so als Multiplikatoren fungierten.
In den kommenden zwei Tagen wurde der Blumenkübel zu einem „Trending Topic“ bei Twitter und gelangte in die Top 5 der weltweit meistgetwitterten Themen. Zehntausende Nutzer verbreiteten den Bericht weiter.
Umgehend griffen auch Unternehmen wie der Autovermieter Sixt, der Otto-Versand und die Sparkasse das Thema für Werbepostings auf. Der Vermutung, dass der Nachrichtensender CNN über den Vorfall berichtet habe, folgten die Berichte zahlreicher anderer Medien über den angeblichen CNN-Bericht, bis die Nachricht als „Fake“ enttarnt wurde. Auch in der ZDF-Nachrichtensendung heute wurde der Blumenkübel thematisiert. Binnen kurzer Zeit entstand auch der erste Blumenkübel-Song und eine dramatisierte Lesefassung. Eine bei Facebook gegründete Fan-Gruppe erreichte innerhalb einer Woche über 10.000 Nutzer, mehrheitlich nachdem der Fernsehsender ProSieben über den Vorfall und die Facebook-Gruppe berichtet hatte.
Der Nachrichtenwert des in Neuenkirchen umgefallenen Blumenkübels wurde in überregionalen Zeitungen mit dem eines in China umgefallenen Reissacks verglichen.
Laut Analysen der Twitterdaten durch verschiedene Dienste wie What The Hashtag, Dwitter oder twitter-trends.de wurde das Hashtag #blumenkübel im Zeitraum von zwei Tagen zwischen 3000 und 6000 mal gepostet. Der Blumenkübel wurde so zu einem „Paradebeispiel“ der viralen Verbreitung im Internet.
Ein Unternehmen aus der Nähe von Würzburg stiftete dem Altenheim zwei neue vandalensichere Blumenkübel.
Später fühlten sich die Mitarbeiter des Altenheims durch die Zusendung weiterer neuer Blumenkübel belästigt.

## Nachgelagerte Rezeption
2014 verfasste Vivian Roese (unter ihrem Geburtsnamen Büttner) eine Doktorarbeit über die Viralität des Blumenkübel-Hypes. In einem Interview von 2018 hielt sie dazu fest, dass es sich beim „Blumenkübel“ um eines „der ersten viralen Themen, die so groß geworden sind“, als soziale Medien noch neu waren, gehandelt habe. Ob es sich bei der Zerstörung des Blumenkübels wirklich um Vandalismus gehandelt hat oder dieser von einem Windstoß umgeworfen wurde, blieb laut Roese ungeklärt.
Auch 12 Jahre nach dem Vorfall wird er als Beispiel für Sommerloch-Nachrichten angeführt. Der Begriff Blumenkübel wird bis heute als Synonym für amüsante Lokalnachrichten mit geringem Nachrichtenwert verwendet.